# Agaleptus fulvipennis
Agaleptus fulvipennis är en skalbaggsart som beskrevs av Fuchs 1961. Agaleptus fulvipennis ingår i släktet Agaleptus och familjen långhorningar. Inga underarter finns listade i Catalogue of Life.